# Petite Sauldre
Pour les articles homonymes, voir Sauldre (homonymie).
La Petite Sauldre [soldʁ] est une rivière française qui coule dans les départements du Cher et de Loir-et-Cher. C'est un affluent de la Sauldre, donc un sous-affluent de la Loire par le Cher. Elle et la Grande Sauldre donnent naissance à la Sauldre en amont de la ville de Salbris.

## Géographie
De 63,3 km de longueur, elle prend naissance au niveau de la commune de Parassy dans le département du Cher.

### Communes traversées
La Petite Sauldre traverse dix communes
Dans le Cher
- Parassy, Henrichemont, Menetou-Salon, Achères, Ivoy-le-Pré, La Chapelle-d'Angillon, Ennordres, Ménétréol-sur-Sauldre

Dans le Loir-et-Cher
- Souesmes, Salbris

### Toponymes
La Petite Sauldre a donné son hydronyme à la commune suivante : Ménétréol-sur-Sauldre.

### Bassin versant
La petite Sauldre traverse six zones hydrographiques K634, K635, K636, K637 K638, K639, pour une superficie totale de 434 km2.

### Organisme gestionnaire
Le cours d'eau est géré par l'EPTB Loire. Ce bassin versant est constitué à 50,71 % de « forêts et milieux semi-naturels », à 47,98 % de « territoires agricoles », à 1,19 % de « territoires artificialisés », à 0,21 % de « surfaces en eau ».

## Affluents

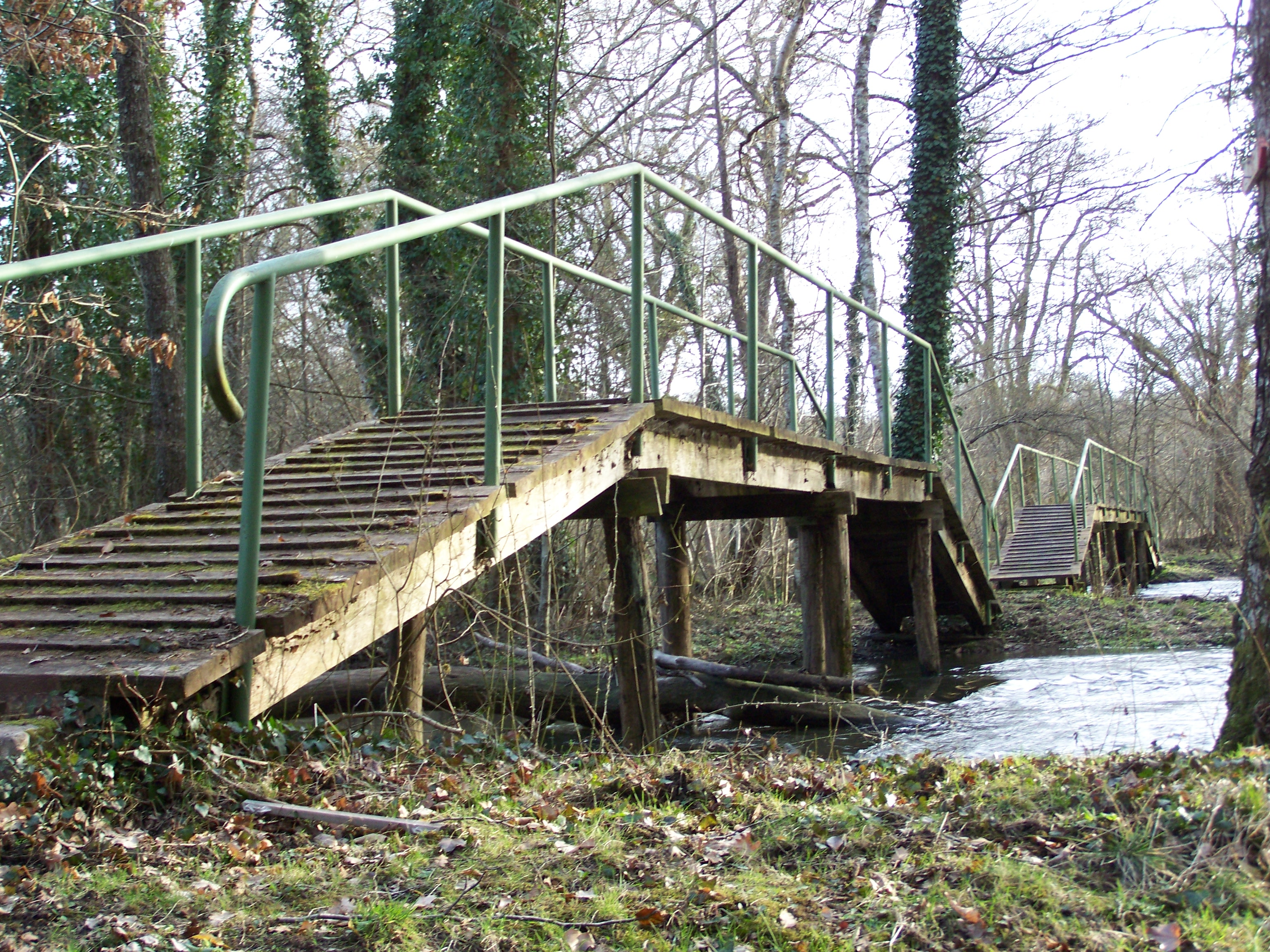
Pont de la Roche enjambant la petite Sauldre, à l'ouest de Ménétréol-sur-Sauldre.

La Petite Sauldre a trente-sept affluents référencés dont :
- Le Dillion (rd) 9,6 km sur quatre communes avec deux affluents.
- le Vernon (rd) 18,9 km sur trois communes avec cinq affluents.
- le Moquart (rg) 9,6 km sur deux communes avec deux affluents.
- la Layon (rd) 9,6 km sur deux communes avec un affluent le Gué David[4].
- le Presly (rg) 2,7 km sur trois communes avec un affluent.
- la Boute Morte (rd) 16,2 km sur deux communes avec deux affluents dont le Marais.
- le Montant (rg) 10,9 km sur trois communes avec un affluent les Grandes Landes.

## Hydrologie
La Petite Sauldre est une rivière assez abondante et bien alimentée par les précipitations assez fournies du "Pays Fort" (nord du département du Cher). 

### La Petite Sauldre à Ménétréol-sur-Sauldre
Son débit a été observé depuis le 12 octobre 1970 , à Ménétréol-sur-Sauldre, à 146 m d'altitude, localité du département du Cher située à une bonne quinzaine de kilomètres de son confluent avec la Grande Sauldre. Le bassin versant de la rivière y est de 318 km2, soit plus de 85 % de la totalité de ce dernier.
Le module de la rivière à Ménétréol-sur-Sauldre est de 3,21 m3/s.
La Petite Sauldre présente des fluctuations saisonnières de débit assez marquées, avec des hautes eaux se déroulant en hiver et caractérisées par des débits mensuels moyens allant de 4,87 à 6,54 m3/s, de décembre à mars inclus (avec un maximum en février). Les basses eaux ont lieu en été, de juillet à septembre inclus, avec une baisse du débit moyen mensuel jusqu'à 0,89 m3/s au mois d'août.

### Étiage ou basses eaux
À l'étiage, le VCN3 peut chuter jusque 0,390 m3/s, en cas de période quinquennale sèche, soit 390 litres par seconde, ce qui n'est pas très sévère.

### Crues
Les crues peuvent être importantes. Ainsi les QIX 2 et QIX 5 valent respectivement 43 et 59 m3/s. Le QIX 10 est de 71 m3/s, le QIX 20 de 81 m3/s, et le QIX 50 de 95 m3/s.
Le débit instantané maximal enregistré à Ménétréol-sur-Sauldre durant la période d'observation, a été de 85,6 m3/s le 25 janvier 1978, en même temps que la hauteur maximale instantanée a été de 2 020 mm ou encore 2,02 m, tandis que la valeur journalière maximale était de 61,6 m3/s le 28 décembre 1999. En comparant la première de ces valeurs à l'échelle des QIX de la rivière, on constate que cette crue était un peu plus que d'ordre vicennal, et donc destinée à se reproduire tous les 25-30 ans environ. 

### Lame d'eau et débit spécifique
La Petite Sauldre est une rivière bien fournie et abondante. La lame d'eau écoulée dans son bassin versant est de 329 millimètres annuellement, ce qui est équivalent à la moyenne d'ensemble de la France tous bassins confondus, mais largement supérieur à la moyenne du bassin de la Loire (244 millimètres par an). Le débit spécifique de la rivière (ou Qsp) affiche 10,4 litres par seconde et par kilomètre carré de bassin.

## Aménagements et écologie

### AAPPMA et pêche
La Petite Sauldre est un cours d'eau de première catégorie. L'AAPPMA La Petite Sauldre est sis à Henrichement avec plus de 300 adhérents. Elle a décidé de mettre en réserve la partie supérieure de l'affluent le Vernon, car celui-ci a une population importante de truites